# Alpár Gitta

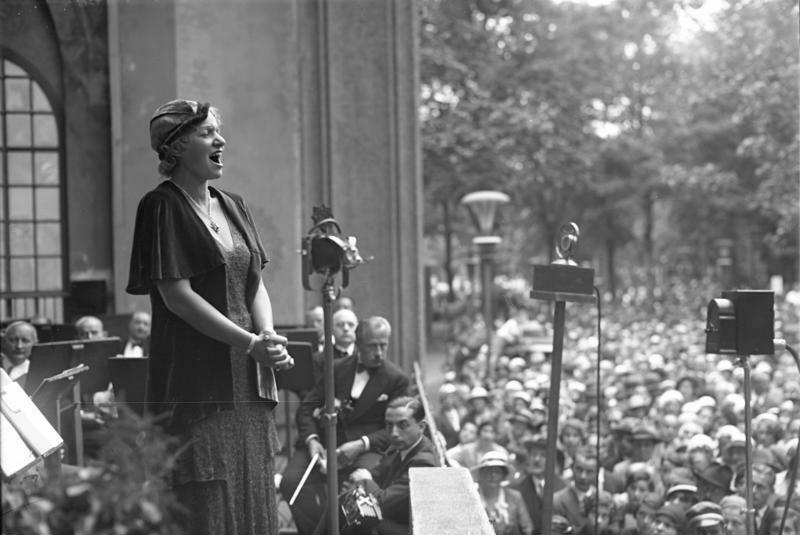
Alpár Gitta 1932-ben

Alpár Gitta, 1917-ig Klopfer Regina (Budapest, Terézváros, 1903. február 5. – Palm Springs, 1991. február 17.) magyar színésznő, koloratúrszoprán hangú opera- és operett-énekesnő. Édesapja Klopfer Ignác, a Dohány utcai zsinagóga kántora, karnagya.

## Életpályája
Klopfer Ignác (1871–1955) és Spitzer Hermina (1874–1962) lányaként született zsidó családban. 1919-től a Zeneakadémián Szabados Béla, Hilgermann Laura tanítványa volt. 1924-ben januárjában alkalma nyílt Sándor Erzsi helyett elénekelni a címszerepet a budapesti Operaházban Léo Delibes Lakmé című operájában, azonnal szerződtették, még e hónapban debütált Gilda szerepében Giuseppe Verdi: Rigoletto című operájában. 1924. augusztus 23-án a Király Színházban énekelte először (majd azután sorozatban) Médi szerepét a Három a kislány című operettben. Ezzel a szereppel egy csapásra a közönség kedvencévé vált.
1925. március 26-án Budapesten, az V. kerületben házasságot kötött Stangel Kornél vállalkozóval, Stangel Dávid és Róth Ilona fiával. A házasság később felbontatott. Második férje Gustav Fröhlich német színész volt, akivel 1931. április 5-én kötött házasságot. A párnak 1934-ben született közös gyermeke, de a férj karrierje folytatása érdekében Németországban maradt és a náci propaganda szempontjából népszerű karakterek megformálásával ért el jelentős sikereket.  A házasság 1935-ben ért véget.  
1925–27 között a müncheni opera, 1927–33 között a berlini Staatsoper tagja volt.  1933. elején a náci hatalomátvétel után Bécsbe költözött. 1936-ban feleségül ment egy svéd gyároshoz, és Los Angelesbe költözött. 1941-ben René Clair felkérésére játszotta el utolsó szerepét: The Flame of New Orleans c. filmben, majd haláláig a színpadtól és filmtől visszavonultan élt Palm Springs-i otthonában.
1932-ben részt vett Ábrahám Pál Bál a Savoyban című darabjának ősbemutatóján. Legnagyobb sikereit A sevillai borbélyban és a Szép Heléna című operettben aratta. A berlini Staatsoper tagjaként is sűrűn vendégszerepelt Budapesten a Városi Színházban(ma Erkel) és Európa nagyobb operáiban, mindenütt osztatlan sikert aratva.
1987-ben Berlinben életművéért a Golden Band kitüntetésben részesült.
1989. július 26-án Szentendrén, a Nosztalgia Kávéházban mutatták be, a Hölgy rózsaszínben című darabot, amely a művésznő életét dolgozta fel. A darabot Miklós Tibor írta, Alpár Gittát Tiboldi Mária alakította.

## Operaszerepei
- Léo Delibes: Lakmé
- Verdi: Traviata
- Verdi: Rigolettó
- Rossini: Sevillai borbély
- Richard Strauss: A rózsalovag
- Mozart: A varázsfuvola

## Operettszerepei
- Offenbach: Szép Heléna
- Lehár Ferenc: Schön ist die Welt (Szép a világ)
- Carl Millöcker: Die Dubarry
- Carl Millöcker: Koldusdiák
- Ábrahám Pál: Bál a Savoyban
- Franz Schubert: Három a kislány

## Filmjei
- Gitta entdeckt ihr Herz (1932) - Német film
- Die - oder keine (1932) - Német film
- Ball im Savoy (1935) - Osztrák-magyar film
- I Give My Heart (1935) - Angol film
- Le Disque 413 (1935) - Francia film
- Guilty Melody (1936) - Angol film
- Everything in Life (1936) - Angol film
- Mr. Stringfellow Says: No (1936) - Angol film
- The Flame of New Orleans (1941) - Amerikai film
- „Ganz Berlin lag ihr zu Füßen: Gitta Alpar” - A ZDF német televízió műsora (1987)
- Mosaik - Treffpunkt der Generationen - Német tévésorozat